# Poggio Pantano (Scheggia)
Poggio Pantano (Scheggia) este o arie protejată (arie specială de conservare — SAC, sit de importanță comunitară — SCI) din Italia întinsă pe o suprafață de 55 ha, integral pe uscat.

## Localizare
Centrul sitului Poggio Pantano (Scheggia) este situat la coordonatele 43°24′59″N 12°46′01″E / 43.416417°N 12.766988°E.

## Înființare
Situl Poggio Pantano (Scheggia) a fost declarat sit de importanță comunitară în noiembrie 1996 pentru a proteja 54 de specii de animale. Situl a fost protejat și ca arie specială de conservare în august 2014.

## Biodiversitate
Situată în ecoregiunea continentală, aria protejată conține 6 habitate naturale: Pante stâncoase calcaroase cu vegetație casmofită, Galerii de Salix alba și de Populus alba, Pajiști uscate seminaturale și facies de acoperire cu tufișuri pe substraturi calcaroase (Festuco-Brometalia) (* situri importante pentru orhidee), Păduri de fag din Apenini cu Taxus și Ilex, Formațiuni stabile xerotermofile de Buxus sempervirens pe pante stâncoase (Berberidion p.p.), Tufișuri de Laurus nobilis.
La baza desemnării sitului se află mai multe specii protejate:
- păsări (49): uliu păsărar (Accipiter nisus), pițigoi codat (Aegithalos caudatus), pescăruș albastru (Alcedo atthis), cucuvea (Athene noctua), caprimulg (Caprimulgus europaeus), sticlete (Carduelis carduelis), Certhia brachydactyla, Cettia cetti, florinte (Chloris chloris), mierla de apă (Cinclus cinclus), botgros (Coccothraustes coccothraustes), porumbel gulerat (Columba palumbus), cioară neagră (Corvus corone), cuc (Cuculus canorus), pițigoi albastru (Cyanistes caeruleus), ciocănitoare pestriță mare (Dendrocopos major), Dryobates minor, presură bărboasă (Emberiza cirlus), măcăleandru (Erithacus rubecula), vânturel roșu (Falco tinnunculus), cinteză (Fringilla coelebs), gaiță (Garrulus glandarius), capîntortură (Jynx torquilla), sfrâncioc roșiatic (Lanius collurio), câneparul (Linaria cannabina), ciocârlie de pădure (Lullula arborea), privighetoare (Luscinia megarhynchos), codobatură galbenă (Motacilla alba), codobatură de munte (Motacilla cinerea), pițigoi mare (Parus major), vrabie de câmp (Passer montanus), codroș de munte (Phoenicurus ochruros), pitulice de munte (Phylloscopus bonelli), pitulice de munte (Phylloscopus collybita), ciocănitoarea verde (Picus viridis), pițigoi sur (Poecile palustris), brumăriță de pădure (Prunella modularis), aușel sprâncenat (Regulus ignicapilla), cănăraș (Serinus serinus), țiclete (Sitta europaea), turturică (Streptopelia turtur), huhurez mic (Strix aluco), silvie cu cap negru (Sylvia atricapilla), silvie roșcată (Sylvia cantillans), silvie de câmp (Sylvia communis), pănțărușul (Troglodytes troglodytes), mierlă (Turdus merula), sturzul de vâsc (Turdus viscivorus), pupăză (Upupa epops)
- amfibieni (1): Salamandrina terdigitata
- mamifere (1): lupul (Canis lupus)
- pești (3): Barbus tyberinus, Rutilus rubilio, Telestes muticellus

Pe lângă speciile protejate, pe teritoriul sitului au mai fost identificate 1 specie de păsări, 2 specii de amfibieni, 4 specii de mamifere, 1 specie de pești, 3 specii de reptile.